# Sun Yanan
Sun Yanan (chinesisch 孙亚楠, Pinyin Sūn Yànán; * 15. September 1992) ist eine chinesische Ringerin. Sie wurde 2012 Vize-Weltmeisterin und 2013 Weltmeisterin jeweils in der Gewichtsklasse bis 51 kg. Bei den Olympischen Spielen 2016 gewann sie eine Bronzemedaille in der Gewichtsklasse bis 48 kg Körpergewicht.

## Werdegang
Sun Yanan begann erst mit 15 Jahren im Jahre 2007 mit dem Ringen. Sie gehört dem Ringerclub in Liaoning an und wird von Lu Hai trainiert. Sie ringt bei einer Größe von 1,58 Metern in den leichtesten Gewichtsklassen im Frauenringen, denen bis 50 bzw. 48 bzw. 51 kg Körpergewicht.
Ab 2010 startet sie bei internationalen Meisterschaften und war dabei vor allem im Juniorenbereich außerordentlich erfolgreich. Gleich bei ihrem ersten Start bei einer solchen Meisterschaft wurde sie in Huangshan/China asiatische Juniorenmeisterin und kurz danach in Budapest auch Junioren-Weltmeisterin, jeweils in der Gewichtsklasse bis 51 kg.
2011 wurde sie in Taschkent auch schon Asienmeisterin bei den Damen in der Gewichtsklasse bis 48 kg, wobei sie im Finale Tsogtbadsaryn Enchdschargal aus der Mongolei besiegte. Einen Monat später, im Juni 2011, wurde sie in Jakarta auch wieder asiatische Juniorenmeisterin in der Gewichtsklasse bis 51 kg. Im September 2011 wurde Sun Yanan dann auch schon erstmals bei einer Weltmeisterschaft der Damen eingesetzt. Sie siegte dabei in Istanbul in der Gewichtsklasse bis 51 kg zunächst über Francesca Mori aus Italien und Maria Iwanowa, Belarus, musste sich dann aber den weitaus erfahreneren Ringerinnen Samira Rachmanowa aus Russland und Jessica MacDonald aus Kanada geschlagen geben und kam auf den 8. Platz.
Im Olympiajahr 2012 versuchte sich Sun Yanan in China in der Gewichtsklasse bis 48 kg für die Teilnahme an den Spielen in London zu qualifizieren. Sie scheiterte dabei aber an Zhao Shasha. Sie wurde jedoch im September 2012 bei der Weltmeisterschaft in Strathcona County/Kanada, wieder in der Gewichtsklasse bis 51 kg, eingesetzt und erkämpfte sich dort mit Siegen über Burcu Kebic, Türkei, Eleonora Abutalipow, Kasachstan und Alyssa Lampe, Vereinigte Staaten und einer Niederlage im Finale gegen Jessica MacDonald den 2. Platz und damit eine WM-Silbermedaille.
Bei der Weltmeisterschaft 2013 in Budapest war sie erneut in der Gewichtsklasse bis 51 kg am Start und wurde mit Siegen über Jekaterina Sergejewna Krasnowa, Russland, Irina Kurotschkina, Belarus, Julija Blahynja, Ukraine, Jessica MacDonald und Erdenetschimegiin Sumjaa, Mongolei, erstmals Weltmeisterin.
2014 belegte Sun Yanan bei den Asienspielen in Incheon in der Gewichtsklasse bis 48 kg hinter Eri Tōsaka aus Japan den 2. Platz. 2016 wurde sie in Bangkok in der gleichen Gewichtsklasse Asienmeisterin vor Irina Borissowa aus Kasachstan. Sie war auch bei den Olympischen Spielen in Rio de Janeiro am Start und siegte dort über Jasmine Mian, Kanada und Vinesh, Indien, unterlag aber im Halbfinale gegen Eri Tōsaka. Sie konnte sich aber anschließend mit einem Sieg über Jildis Eschimowa aus Kasachstan noch eine Bronzemedaille sichern.
Bei der Asienmeisterschaft 2017 in Neu-Delhi kam Sun Yanan in der Gewichtsklasse bis 48 kg nur auf den 5. Platz. Bei der Weltmeisterschaft dieses Jahres in Paris wurde sie daraufhin nicht eingesetzt.
Beim Mannschafts-Welt-Cup, der im März 2018 im japanischen Takasaki ausgetragen wurde, stand Sun Yanan in der chinesischen Mannschaft. Diese erreichte auch den Endkampf, in dem sie allerdings gegen Japan mit 4:6 unterlag. Sun Yanan wurde dabei in der Gewichtsklasse bis 50 kg von Yuki Irie geschultert. In demselben Jahr folgten die Teilnahme an den Asienspielen in Jakarta, die sie auf dem neunten Platz beendete sowie die Teilnahme an den Weltmeisterschaften in Budapest, bei denen sie die Bronzemedaille gewinnen konnte.
2019 nahm Sun Yanan unter anderem an den Asienmeisterschaften in Xi’an teil, bei denen sie Vize-Meisterin hinter Yuki Irie wurde. Im September desselben Jahres folgten die Weltmeisterschaften in Nur-Sultan, die sie in der Gewichtsklasse bis 50 kg auf dem fünften Platz abschloss. Dadurch qualifizierte sie sich für die Olympischen Spiele in Tokio.

## Internationale Erfolge
| Jahr | Platz  | Wettbewerb                                          | Gewichtsklasse | Ergebnisse |
| ---- | ------ | --------------------------------------------------- | -------------- | --- |
| 2010 | 1.     | Asiatische Juniorenmeisterschaft in Huangshan/China | bis 51 kg      | vor Arisa Tanaka, Japan und Tran Thi Dien Ninh, Vietnam |
| 2010 | 1.     | Junioren-WM in Budapest                             | bis 51 kg      | vor Haruka Hirano, Japan, Anny Whitebeck, USA und Dawaasüchiin Otgontsetseg, Mongolei                                                                           |
| 2010 | 1.     | Sportaccord Combat Games in Peking                  | bis 48 kg      | vor Jana Stadnik, Großbritannien und Aurélie Basset, Frankreich                                                                                                 |
| 2011 | 1.     | Großer Preis von Tourcoing                          | bis 51 kg      | vor Whitney Conder, USA, Vanessa Boubryemm, Frankreich und Ljubow Schalikowa, Russland                                                                          |
| 2011 | 2.     | Welt-Cup in Lievin                                  | bis 51 kg      | hinter Jessica MacDonald, Kanada, vor Otgontsetseg Davaasuch und Ljubow Salnikow                                                                                |
| 2011 | 1.     | Asienmeisterschaft in Taschkent                     | bis 48 kg      | nach Siegen über Priyanka Singh, Indien, Nguyen Thi Lua, Vietnam, Michrniso Nurmatowa, Kirgisistan und Tsogtbadsaryn Enchdschargal, Mongolei                    |
| 2011 | 1.     | Asiatische Juniorenmeisterschaft in Jakarta         | bis 51 kg      | vor Erchembajaryn Dawaatschimeg, Mongolei, Hikari Sugawara, Japan und Aigerim Serkibajewa, Kasachstan                                                           |
| 2011 | 8.     | WM in Istanbul                                      | bis 51 kg      | nach Siegen über Francesca Mori, Italien und Maria Iwanowa, Belarus und Niederlagen gegen Samira Rachmanowa, Russland und Jessica MacDonald                     |
| 2011 | 3.     | FILA-Test-Turnier in London                         | bis 48 kg      | hinter Mariya Stadnik, Aserbaidschan und Alexandra Engelhardt, Deutschland                                                                                      |
| 2012 | 2.     | WM in Strathcoona County/Kanada                     | bis 51 kg      | nach Siegen über Burcu Kebic, Türkei, Eleonora Abutalipow, Kasachstan und Alyssa Lampe, USA und einer Niederlage gegen Jessica MacDonald                        |
| 2013 | 1.     | „Dave-Schultz“-Memorial in Colorado Springs         | bis 48 kg      | vor Jade Parsons, Kanada, Alyssa Lampge und Li Yuyan, China |
| 2013 | 1.     | Welt-Cup in Ulan-Bator                              | bis 48 kg      | vor Yuki Irie, Japan, Jasmine Mian, Kanada und Alyssa Lampe |
| 2013 | 1.     | WM in Budapest                                      | bis 51 kg      | nach Siegen über Jekaterina Krasnowa, Russland, Irina Kurotschkina, Belarus, Julija Blahynja, Ukraine, Jessica MacDonald und Erdenetschimegiin Sumjaa, Mongolei |
| 2014 | 2.     | Asienspiele in Incheon                              | bis 48 kg      | hinter Eri Tōsaka, Japan, vor Tatjana Amanschol-Bakatschuk, Kasachstan und Vinesh, Indien                                                                       |
| 2015 | 1.     | Großer Preis von Paris                              | bis 48 kg      | vor Iwona Matkowska, Polen, Wang Lili, China und Anna Lukasiak, Polen                                                                                           |
| 2016 | 1.     | Asienmeisterschaft in Bangkok                       | bis 48 kg      | vor Irina Borissowa, Kasachstan, Vu Thi Hang, Vietnam und Eri Tōsaka                                                                                            |
| 2016 | 1.     | UWW-Test-Turnier in Rio de Janeiro                  | bis 48 kg      | vor Walentina Islamowa-Brik, Russland, Jasmine Mian und Susana Paula Almeida Dos Santos, Brasilien                                                              |
| 2016 | Bronze | OS in Rio de Janeiro                                | bis 48 kg      | nach Siegen über Jasmine Mian und Vinesh, einer Niederlage gegen Eri Tōsaka und einem Sieg über Jildis Eschimowa, Kasachstan                                    |
| 2016 | 1.     | Golden-Grand-Prix in Baku                           | bis 48 kg      | vor Miho Igarashi, Japan, Walerija Tschepsarakowa, Russland und Victoria Anthony, USA                                                                           |
| 2017 | 5.     | Asienmeisterschaft in Neu-Delhi                     | bis 48 kg      | hinter Yui Susaki, Japan, Kim Son-Hyang, Nordkorea, Irina Borissowa und Titu Ritu, Indien                                                                       |
| 2017 | 1.     | Asian-Indoor-Games in Ashgabat (Turkmenistan)       | bis 48 kg      | vor Miho Igarashi, Sneetal Tomar, Indien und Dauletbike Yachimuratowa, Usbekistan                                                                               |
| 2018 | 9.     | Asienspiele in Jakarta                              | bis 50 kg      | unter anderem hinter Vinesh, Indien und Yuki Irie, Japan |
| 2018 | 3.     | WM in Budapest                                      | bis 50 kg      | nach Siegen über Anschelika Wietoszkina, Russland, Frederika Petersson, Schweden und Kim Son-Hyang, Nordkorea sowie einer Niederlage gegen Mariya Stadnik       |
| 2019 | 2.     | Asienmeisterschaft in Xi’an                         | bis 50 kg      | hinter Yuki Irie, Japan und vor Valentina Islamowa-Brik, Kasachstan und Yong-Ok Hwang, Nordkorea                                                                |
| 2019 | 5.     | WM in Nur-Sultan                                    | bis 50 kg      | hinter Mariya Stadnik, Aserbaidschan, Alina Vuc, Rumänien, Valentina Islamowa-Brik, Kasachstan und Ekaterina Poleshchuk, Russland                               |

## Erläuterungen
- alle Wettbewerbe im freien Stil
- OS = Olympische Spiele, WM = Weltmeisterschaft